# Jacek Ropski
Jacek Ropski (ur. 1981 w Gliwicach) – polski skrzypek i pedagog.
Absolwent Akademii Muzycznej we Wrocławiu (klasa Bartosza Bryły; dyplom z wyróżnieniem w 2005). Był również uczniem Antoniego Cofalika i Antje Weithaas. Doktor habilitowany, prowadzi klasę skrzypiec w Akademii Muzycznej we Wrocławiu.
Jako solista występował m.in. z Orkiestrą Filharmonii Krakowskiej, Orkiestrą Filharmonii Szczecińskiej, Orkiestrą Filharmonii Zielonogórskiej, Orkiestrą Filharmonii w Sankt Petersburgu, Hamburger Symphoniker, Kammerorchester Hannover.
Laureat konkursów skrzypcowych w tym m.in.: III nagroda na Konkursie im. Piotra Czajkowskiego w Petersburgu, finał Konkursu im. Maxa Rostala w Berlinie. Laureat nagrody Prezydenta Miasta Gliwice oraz plebiscytu na Człowieka Roku Ziemi Gliwickiej.